# Francisco Rojas (lekkoatleta)
Francisco Rojas Soto (ur. 16 października 1950 w Guazu-Cua) – paragwajski lekkoatleta, olimpijczyk, mistrz Ameryki Południowej.
Rojas wystąpił na Letnich Igrzyskach Olimpijskich 1972 w jednej konkurencji. W biegu eliminacyjnym na 400 m zajął przedostatnie 6. miejsce z wynikiem 47,46 s, odpadając tym samym z dalszej rywalizacji. Zgłoszony był także do startu w biegu eliminacyjnym na 400 m przez płotki, jednak nie wziął w nim udziału.
W 1974 roku zdobył złoty medal mistrzostw Ameryki Południowej w biegu na 400 m przez płotki (52,1 s), zostając pierwszym paragwajskim lekkoatletą, który wywalczył złoto mistrzostw kontynentu. W 1972 roku podczas mistrzostw Ameryki Południowej juniorów zdobył 2 medale, w tym złoto w biegu na 400 m przez płotki (53,9 s) i brąz w biegu na 400 m (50,9 s).
Rekordy życiowe: bieg na 400 m – 47,46 (1972); bieg na 400 m przez płotki – 52,1 (1974) lub 52,78 (1975). W 2017 roku nadał był rekordzistą kraju w drugiej z wymienionych konkurencji.